# تشارلز بليك
تشارلز بليك (بالإنجليزية: Charles Blake)‏ هو سياسي أمريكي، ولد في 18 أبريل 1983. حزبياً، نشط في الحزب الديمقراطي. وقد انتخب عضو مجلس نواب أركنساس.